# Single Collection (Vanilla Ninja)
Single Collection è una raccolta dei singoli della band rock estone Vanilla Ninja. È stato pubblicato il 27 gennaio 2006 e contiene i remix dei singoli Tough Enough, Don't Go Too Fast, Liar, When the Indians Cry e Blue Tattoo.

## Tracce
1. Tough Enough (Radio Edit)
2. Tough Enough (Ambient Mix)
3. Tough Enough (Extended Version)
4. Tough Enough (Unplugged Version)
5. Tough Enough (Multimedia track)
6. Don't Go Too Fast (Single version)
7. Don't Go Too Fast (Extended Version)
8. Don't Go Too Fast (Unplugged Version)
9. Don't Go Too Fast (Radio Edit)
10. Don't Go Too Fast (Multimedia track)
11. Liar (Radio Edit)
12. Liar (Unplugged Version)
13. Liar (Extended Version)
14. Heartless
15. Liar (Multimedia track)
16. When the Indians Cry (Radio Edit)
17. When the Indians Cry (Unplugged Version)
18. When the Indians Cry (Extended Version)
19. When the Indians Cry (Multimedia track)
20. Blue Tattoo (Radio Edit)
21. Blue Tattoo (Unplugged Version)
22. Blue Tattoo (Extended Version)
23. Blue Tattoo (Multimedia track)